# SCイースト・ベンガル
イースト・ベンガル・フットボール・クラブ（East Bengal Football Club）は、インド・西ベンガル州・コルカタをホームタウンとする、インドプロサッカーリーグ（インディアン・スーパーリーグ）に加盟するプロサッカークラブ。

## 概要
1920年8月創設。サッカー以外にも陸上競技、クリケット、ホッケーチームを所有する。同じくコルカタに本拠地を置くモフン・バガンとは激しいライバル関係にあり、1997年に行われたダービーマッチ（コルカタ・ダービー）では、インドのスポーツにおける最多入場者記録となる、131,000人の観客を動員した。

## 歴史
創設者のスレシュ・チャンドラ・チャウドゥーリーはかつてジョラ・バガンというクラブの副会長だったが、スター選手サイレシュ・ボースが起用されないことに不満を訴え、クラブから離れた。チャウドゥーリーとボースを含む新クラブの創設者たちがベンガル地方（現在のバングラデシュ）の出身者だったことから、1920年8月1日に創設された新クラブはイースト・ベンガル・クラブ (East Bengal Club) と名付けられた。
1942年にカルカッタ・リーグを初めて制覇すると、翌1943年には、国内カップ戦の一つであるIFAシールドで初優勝を果たした。1970年のIFAシールド決勝でイランのパス・クラブを1-0で破った試合は、独立後にインドのクラブが外国のクラブに勝利した最初の試合となった。
1971年のバングラデシュ独立戦争によって多く生じた東ベンガル地域からの難民の存在は、クラブのファン基盤の拡大に繋がった。
1996年から2007年まで存在したナショナル・フットボールリーグ（NFL）においては、計3回のリーグタイトルを獲得した。2007年に発足したIリーグでは、2010-11シーズンに初優勝を果たした。2003年、インドネシアで開催されたASEANクラブ選手権に招待され、決勝でBECテロ・サーサナを破り、大陸タイトルを獲得した最初のインドのクラブとなった。
創設100周年を迎えた2020年、チームは名称をSCイースト・ベンガルに変更し、2020-21シーズンよりインディアン・スーパーリーグ（ISL）に参入することを表明した。

## タイトル

### 国内タイトル
- インド・ナショナル・フットボールリーグ

優勝3回 : 2000–01, 2002–03, 2003–04
- カルカッタ・リーグ

優勝39回 : 1942, 1945, 1946, 1949, 1950, 1952, 1961, 1966, 1970, 1971, 1972, 1973, 1974, 1975, 1977, 1982, 1985, 1987, 1988, 1989, 1991, 1993, 1995, 1996, 1998, 1999, 2000, 2002, 2003, 2004, 2006, 2010, 2011, 2012, 2013, 2014, 2015, 2016, 2017
- フェデレーションカップ

優勝8回 : 1978, 1980, 1985, 1996, 2007, 2009, 2010, 2012
- インド・スーパーカップ

優勝3回 : 1997, 2006, 2011
- IFAシールド

優勝29回 : 1943, 1945, 1949, 1950, 1951, 1958, 1961, 1965, 1966, 1970, 1972, 1973, 1974, 1975, 1976, 1981, 1983, 1984, 1986, 1990, 1991, 1994, 1995, 1997, 2000, 2001, 2002, 2012, 2018
- デュラン・カップ

優勝16回 : 1951, 1952, 1956, 1960, 1967, 1970, 1972, 1978, 1982, 1989, 1990, 1991, 1993, 1995, 2002, 2004

### 国際タイトル
- ASEANクラブ選手権

優勝1回 : 2003

## 歴代所属選手
- バイチュン・ブティア 1993-1995, 1997-1999, 2003-2006, 2009-2011
- マヘシュ・ガウリ 2003-2005
- クライマックス・ローレンス 2003-2005
- 和泉新 2006-2007
- スニル・チェトリ 2008-2009
- 末岡龍二 2013-2014
- アンソニー・ピルキントン 2020-